# Шабан Бајрамовић
Шабан Бајрамовић (ромс. Shaban Bayramovic), (Ниш, 16. април 1936 — Ниш, 8. јун 2008) био је југословенски и српски певач и кантаутор. Познат је као извођач ромске и српске музике односно певач џез музике. Био је познат као „краљ ромске музике“.

## Биографија
Шабан Бајрамовић је по народности био Ром, а пореклом из Ниша. Иако назив Циганин понекад носи пејоративан смисао, Бајрамовић је о себи радо говорио као о Циганину. За своју народност је рекао: „Какав Ром, ја сам Србин, српски Циганин“. После свог славног, првог концерта у београдском Дому синдиката, крајем седамдесетих, рекао је извесном новинару: „Четрдесет и кусур година сам Циганин, а тек две-три Ром, па пиши - Циганин.“
У деветнаестој је, због љубави, побегао из војске, па је као дезертер, осуђен на три године затвора на Голом отоку.
Био је ожењен Милицом, са којом је живео у Нишу и имао четири ћерке. Био је страствени коцкар па је често певао да би зарадио новац за коцкање.
Недељу дана пред смрт, Бајрамовић се пожалио на слабо здравље и тежак живот, и том приликом му је Расим Љајић, српски министар рада и социјалне политике уручио једнократну новчану помоћ и обећао потребно лечење.
Преминуо је у 73. години живота у нишком клиничком центру од последица инфаркта. Сахрањен је на Нишком новом гробљу. Сахрани су поред многобројних Нишлија присуствовали Борис Тадић, тада Председник Републике Србије, Расим Љајић, министар рада и социјалне политике Републике Србије, Зоран Живковић бивши премијер Републике Србије, Горан Паскаљевић, филмски режисер и Жељко Самарџић, певач.

## Певачка каријера
Снимио је 20 албума и око педесет синглова, а написао је и компоновао више од седамсто песама. Његови љубитељи га описују као изванредног певача врхунског квалитета, „певача из срца и душе“. О квалитету његових песама донекле говори и чињеница да је његово извођење песме „Ђелем, ђелем“ изабрано за химну свих Рома света.
Певањем је почео да се бави за време издржавања затворске казне, када је у затвору основао џез оркестар. По повратку у Ниш, певао је у тамошњем културно-уметничком друштву које је носило име по једином ромском народном хероју, а када је оно преименовано у КУД „Ром“, отишао је да пева по крчмама у забаченим босанским планинским местима. То преименовање доживео је као личну увреду.
У то време није успео да нађе издавачку кућу за снимање своје музике у Србији и због тога своја дела издаје у Словенији, за Продукцију грамофонских плоча РТВ Љубљана. Али, уговор који је потписао са том кућом био је изузетно неповољан, јер је од два албума издата у огромном тиражу добио занемариво мало новца. Тек тада се у јавности сазнало да је Бајрамовић заправо био неписмен и да је то један од основних разлога потписивања неповољних уговора.
Касније је често наступао с музичким саставом „Црна Мамба“. Са њима је сарађивао готово две деценије.
На лични позив Нехруа и Индире Ганди наступао је у Индији, где је званично проглашен за Краља ромске музике. Једном приликом је певао у пратњи мостарског бенда Мостар севдах реунион, па неки сматрају да је био члан и тог бенда. Најчешће је певао у Италији.
Почетком осамдесетих година установљено је да има злоћудне полипе на гласним жицама. Оперисан је, а лекари су му забранили да се убудуће бави певањем. Ипак, само десетак дана после врло компликоване операције, одржао је солистички концерт. „Без песме не могу“, правдао се. И поред тешке болести, наступао је на Међународном џез фестивалу-Нишвил у Нишу 2005. године.
Магазин Тајм га је прогласио за једног од десет највећих блуз певача на свету.

## Наслеђе
Скупштина града Ниша је 5. маја 2009. године донела одлуку којом је Јужни булевар у градској општини Палилули преименован у Булевар Шабана Бајрамовића.
Откривен му је споменик 12. августа 2010. године, на дан почетка 27. Нишвила на кеју у Нишу, статуа вајара Владе Ашанина. Донатори за израду споменика су били Горан Бреговић, Емир Кустурица, Горан Паскаљевић, Есма Реџепова, Љубиша Самарџић, Зоран Живковић, Милош Симоновић и други.
О њему је снимљен награђивани документарни филм редитеља Жељка Мирковића „Шабан Бајрамовић – Моје путовање”.

## Дискографија

### Синглови и мини-албуми(ЕП)
- 1968 - Најлепша Циганка Југославије - Дискос (ЕП)
- 1968 - Тамарске Циганске Песме - Дискос (ЕП)
- 1968 - Шабан Бајрамовић И Дувачки Оркестар Бакија Бакића - Дискос (ЕП)
- 1968 - Дует Бајрамовић - Димитријевић - Дискос (ЕП)
- 1969 - Шабан Бајрамовић "Васелица" - Дискос (ЕП)
- 1969 - Шабан Бајрамовић "Ерделези Авела" - Дискос (ЕП)
- 1969 - Наташа - Југотон
- 1971 - Даје - Дискос (ЕП)
- 1972 - Не дај да патим - Дискос (ЕП)
- 1972 - Шабан И Зора Бајрамовић - Дискос (ЕП)
- 1973 - Анифе - Дискос (ЕП)
- 1973 - Душка - Дискос (ЕП)
- 1974 - Тодоро,Тодоро - Suzy (Сингл)
- 1975 - Нани,Нани/Сонај Те Мерав - Suzy (Сингл)
- 1975 - Мангавла Даје - Suzy (Сингл)
- 1976 - Херделези/Ки Софија ме Гељум - Југотон (Сингл)
- 1977 - Опа,Цупа/Јек Диве Сабалје - Југотон (Сингл)
- 1977 - Нич,Нич,Нич/Лид,Лид,Лид - Југотон (Сингл)
- 1982 - Ирена/Лепа Девојко - Suzy (Сингл)

### Албуми
- 1979 - Шабан Бајрамовић - Дискос
- 1980 - Ашуненма Ромален / Слисајте ме лјуди - РТВ Љубљана
- 1981 - Опа,Цупа - Југотон
- 1981 - Ту Роминије / Ти жено - ЗКП РТВЛ
- 1982 - Ме Сијум Чавеја Тари Југославија / Ја сам момче из Југославије - ЗКП РТВЛ
- 1983 - Нишка Бања - ЗКП РТВЛ
- 1983 - Камерав / Умирем - ЗКП РТВЛ
- 1984 - Судбина си мурни / Судбина је моја - Југотон
- 1985 - Моро Ило / Моје Срце - Војводина Концерт Издавачка Делатност Нови Сад
- 1986 - Пијаница - Војводина Концерт Издавачка Делатност Нови Сад
- 1987 - Шабан Бајрамовић и Беба Ибишевић - ПГП РТБ
- 1988 - Лутка,Лутка - ПГП РТБ
- 1990 - Даје / Мајко - ПГП РТБ
- 1992 - Акава ли живото / Ово ли је живот - Југодиск
- 1993 - Звезда,Звезда - ИТВ Меломаркет, Hitex Swiss
- 1995 - Каламанге Авера / Узечу си другу - Јувекомерц
- 1996 - Веруј Ми -  Lucky Sounds
- 1997 - Кало Чабо / Црн Дечко - Продукција Весели Роми
- 1997 - Касандра - Јувекомерц
- 1998 - Е Папосо Унуко - Дедин Унук - Продукција Весели Роми
- 1999 - Кажи Сине - Продукција Весели Роми
- 2001 - Мостар Севдах Реунион Пресентс Шабан Бајрамовић - A Gipsy Legend - Times Square Records
- 2006 - Романо Рај / Цигански Рај - ПГП РТБ
- 2008 - Шабан Привате - ПГП РТБ

### Компилације
- Gypsy King Of Serbia ‎(2002) ARC Music
- Краљ Циганске Песме - The King Of Gipsy Song ‎(2004) Hi-Fi Centar
- извор

## Филмови
Осим музике, бавио се и филмом. Играо је мање улоге у филмовима:
- „Недељни ручак“ (1982) Милана Јелића, улога певача
- „Анђео чувар“ (1987) Горана Паскаљевића, Шаинов отац
- „Циганска магија“ (1997), Столета Попова, улога Омера,
- „Црна мачка бели мачор“ (1998) Емира Кустурице (нарочито је популарна његова изведба песме „Бубамара“)